# Vientiane
Vientiane (deutsche Aussprache: [vjɛnˈtjan]; laotisch: ວຽງຈັນ Vieng Chan, [ʋíəŋ tɕàn]; Thai เวียงจันทน์) ist die Hauptstadt der Demokratischen Volksrepublik Laos. Vientiane ist das wirtschaftliche, politische und kulturelle Zentrum des Landes. Offiziell hat die Stadt etwa 350.000 Einwohner, im gesamten Ballungsraum leben etwa 620.000 Menschen.
Vientiane ist die international gängige Schreibweise aus der französischen Kolonialzeit. Der laotische Name Vieng Chan bedeutet ursprünglich „Stadt des Sandelholzes“, wird heute aber von vielen Laoten als „Stadt des Mondes“ verstanden (vieng „Stadt“, chan „Sandelholz“ oder „Mond“). Der vollständige Name der Stadt lautet ນະຄອນຫລວງວຽງຈັນ Nakon Luang Vieng Chan („Hauptstadt Vientiane“) zur Unterscheidung von der gleichnamigen Präfektur und von der Provinz.

## Geographie
Die Stadt und das Umland liegen in einer Tiefebene auf einer Fläche von ungefähr 4000 Quadratkilometern. Vientiane erstreckt sich inmitten einer üppigen Landschaft über mehrere Kilometer am Ufer des Mekong, der die Landesgrenze zu Thailand bildet.
Seit 1994 sind beide Länder durch eine „Thailändisch-Laotische Freundschaftsbrücke“ verbunden, die hier als erste Brücke über den Unterlauf des Mekongs überhaupt erbaut wurde.

## Klima
Vientiane befindet sich in der tropischen Klimazone mit einer deutlichen Regen- und Trockenzeit. Die Trockenzeit dauert von November bis März. Im April beginnt die Regenzeit, die etwa sieben Monate dauert. Vientiane ist üblicherweise das ganze Jahr durchgehend heiß bei hoher Luftfeuchtigkeit.
|                       | Jan  | Feb  | Mär  | Apr  | Mai   | Jun   | Jul   | Aug   | Sep   | Okt  | Nov  | Dez  |   |         |
| Mittl. Tagesmax. (°C) | 28,4 | 30,3 | 33,0 | 34,3 | 33,0  | 31,9  | 31,3  | 30,8  | 30,9  | 30,8 | 29,8 | 28,1 | ⌀ | 31      |
| Mittl. Tagesmin. (°C) | 16,4 | 18,5 | 21,5 | 23,8 | 24,6  | 24,9  | 24,7  | 24,6  | 24,1  | 22,9 | 19,3 | 16,7 | ⌀ | 21,8    |
|                       |      |      |      |      |       |       |       |       |       |      |      |      |   |         |
| Niederschlag (mm)     | 7,5  | 13,0 | 33,7 | 84,9 | 245,8 | 279,8 | 272,3 | 334,6 | 297,3 | 78,0 | 11,1 | 2,5  | Σ | 1.660,5 |
|                       |      |      |      |      |       |       |       |       |       |      |      |      |   |         |
| Sonnenstunden (h/d)   | 8,2  | 7,6  | 7,0  | 7,5  | 6,7   | 4,9   | 4,8   | 4,4   | 4,6   | 8,0  | 7,8  | 8,3  | ⌀ | 6,6     |
|                       |      |      |      |      |       |       |       |       |       |      |      |      |   |         |
| Regentage (d)         | 1    | 2    | 4    | 8    | 15    | 18    | 20    | 21    | 17    | 9    | 2    | 1    | Σ | 118     |
|                       |      |      |      |      |       |       |       |       |       |      |      |      |   |         |
| Luftfeuchtigkeit (%)  | 70   | 68   | 66   | 69   | 78    | 82    | 82    | 84    | 83    | 78   | 72   | 70   | ⌀ | 75,2    |

| 16,4 |

| 18,5 |

| 21,5 |

| 23,8 |

| 24,6 |

| 24,9 |

| 24,7 |

| 24,6 |

| 24,1 |

| 22,9 |

| 19,3 |

| 16,7 |

| 16,4 |

| 18,5 |

| 21,5 |

| 23,8 |

| 24,6 |

| 24,9 |

| 24,7 |

| 24,6 |

| 24,1 |

| 22,9 |

| 19,3 |

| 16,7 |

## Geschichte
Eine Besiedlung lässt sich seit der Steinzeit feststellen. Gegründet im 13. Jahrhundert als Stadt im Reich Lan Xang, entwickelte sich Vientiane stetig neben der eigentlichen Hauptstadt Luang Prabang. 1563 schließlich wurde Vientiane zur neuen Hauptstadt. Im Zuge der birmanischen Expansionspolitik wurde Vientiane 1575 für sieben Jahre besetzt. Nach der Vertreibung der Birmanen bildeten sich für kurze Zeit zwei getrennte Reiche (Luang Prabang und Vientiane), die 1591 von König Nokeo Kumane wieder vereinigt wurden.
Lan Xang zerfiel infolge von Thronstreitigkeiten 1707 endgültig in drei Teile. Einer davon war das Königreich Vientiane. Nach der Zerstörung von Ayutthaya im Jahr 1767, der Hauptstadt des siamesischen Königreiches Ayutthaya, geriet auch Vientiane wieder in die Reichweite der Birmanen. Nachdem die Siamesen die birmanische Oberherrschaft wieder abgeschüttelt hatten, war das Königreich Vientiane als Vasallenstaat Teil des wiedererstarkten siamesischen Machtbereichs.

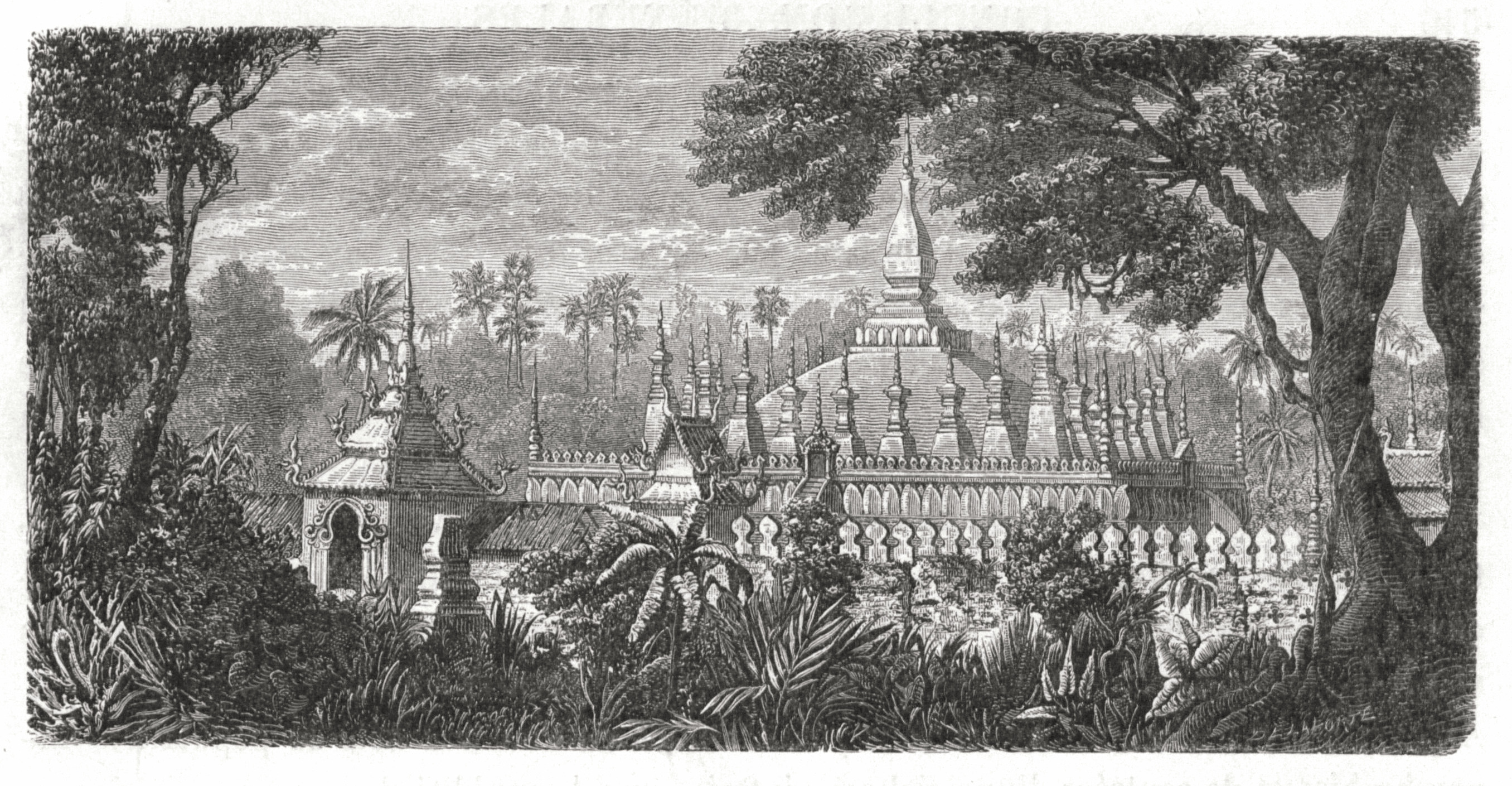
Pha That Luang im verlassenen Vientiane, Ende der 1860er-Jahre

Anuvong, König von Vientiane, rebellierte im Jahr 1826 gegen die siamesische Oberherrschaft und zog in Richtung Zentralthailand. Er wurde jedoch von den siamesischen Truppen besiegt, nach Bangkok gebracht und dort öffentlich hingerichtet. Vientiane wurde (mit Ausnahme der buddhistischen Tempel) dem Erdboden gleichgemacht und ein Großteil der Bevölkerung des heutigen Zentral-Laos (über 100.000 Menschen) auf die andere Seite des Mekongs verschleppt. Die Nachkommen der Verschleppten bilden heute die Ethnie der Lao Wiang in Thailand. Noch vierzig Jahre später fand eine Gruppe französischer Forscher an der Stelle Vientianes nur Dschungel und Ruinen vor.
Durch Abtretung Siams wurde Vientiane 1887 französisches Protektorat und ein Teil von Französisch-Indochina. Es entwickelte sich jedoch kaum, da die Franzosen ihre Interessen auf Vietnam konzentrierten. 1940, nachdem Deutschland Frankreich im Zweiten Weltkrieg militärisch besiegt hatte, nahmen die Japaner Vientiane und ganz Laos in ihre Gewalt, ließen jedoch offiziell die französische Kolonialverwaltung im Amt.
Am 1. September 1945, nachdem in Asien der Zweite Weltkrieg beendet worden war, erklärte sich das Königreich Laos gegen den Widerstand Frankreichs für unabhängig. Nach der Niederlage der US-Amerikaner in Südostasien übernahmen die kommunistischen Pathet Lao am 2. Dezember 1975 die Macht in Vientiane, ohne größeres Blutvergießen anzurichten.

## Wirtschaft, Infrastruktur und Bildung

### Wirtschaft
Mehr als 25 % aller mittelständischen Unternehmen des Landes sind in Vientiane beheimatet. Die Industrie beschränkt sich auf eine Brauerei (Beerlao), einen Pepsi-Abfüllbetrieb, die Produktion von Reinigungsmitteln, eine Zigarettenfabrik sowie diverse Holzverarbeitungsbetriebe. 20 % des Exports gehen direkt nach Thailand: hauptsächlich Textilien, Holz und Holzprodukte, aber auch Strom. Am Stadtrand befindet sich der internationale Flughafen.  
Hauptstadt und Umland sind die größten Tabak-, Reis- und Zuckerrohrproduzenten des Landes. Zur besseren Wirtschaftsförderung in Vientiane soll nach den 450-Jahr-Feierlichkeiten eine Hauptstadt-Handelskammer gegründet werden.  
Auch die nationale Wertpapierbörse, die Lao Securities Exchange befindet sich hier.  

### Infrastruktur
Über die Mekong-Brücke stellt die Bahnstrecke Nong Khai–Vientiane eine Verbindung nach Thailand her. 
Im Dezember 2021 wurde die Bahnstrecke Boten–Vientiane nach China eröffnet.
Derzeit existiert in Laos kein einsatzfähiger staatlicher Rettungsdienst; in Vientiane wird diese Aufgabe von Freiwilligen einer privaten Stiftung übernommen.
In einer Rangliste der Städte nach ihrer Lebensqualität belegte Vientiane im Jahre 2018 den 170. Platz unter 231 untersuchten Städten weltweit.

### Bildung
In Vientiane befindet sich der größte Teil der einzigen Universität des Landes, die National University of Laos (NUOL); außerdem das bei seiner Errichtung höchste Gebäude des Landes, der 14-stöckige Don Chan Palace.

## Sehenswürdigkeiten

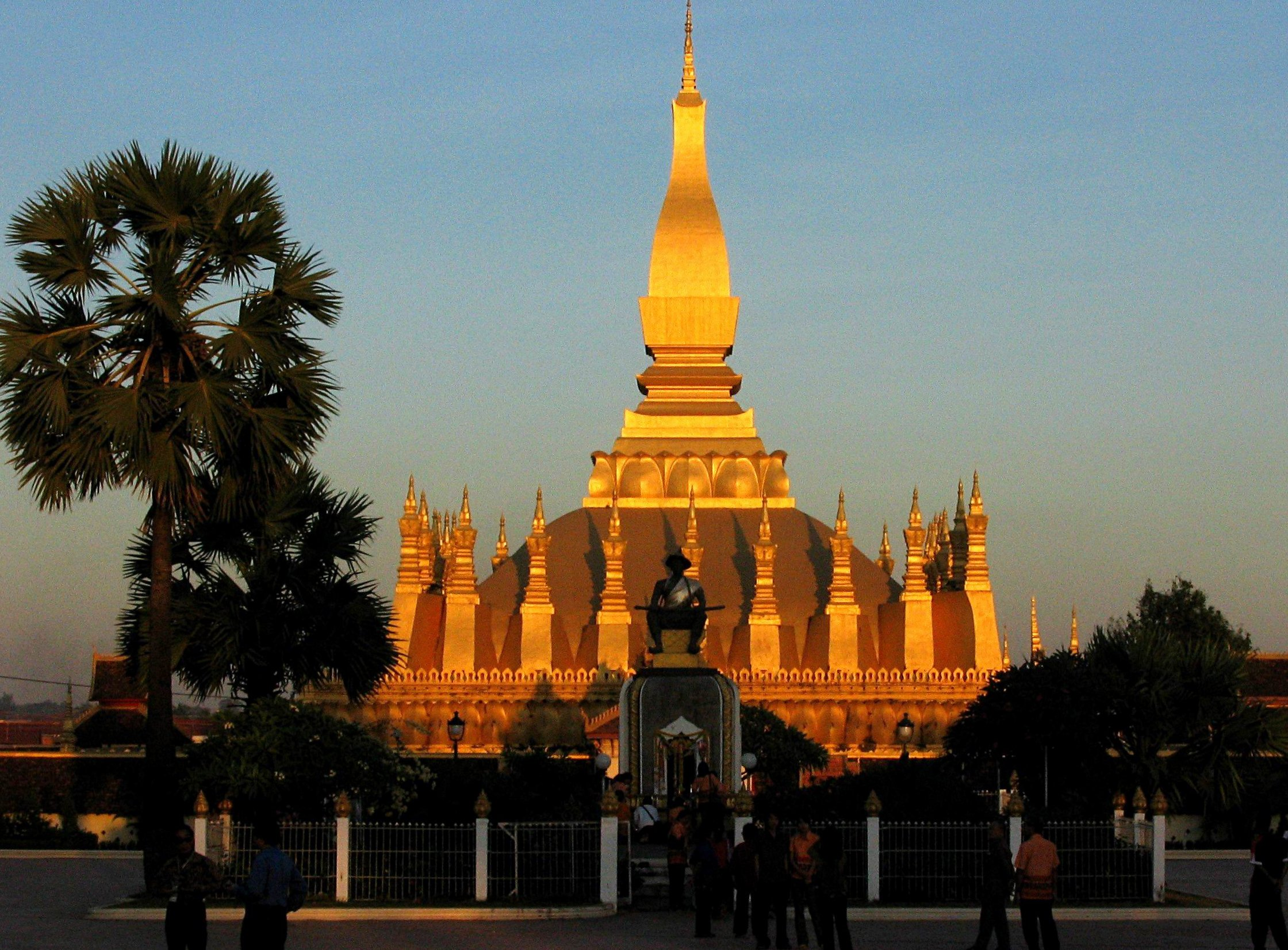
Pha That Luang – Das Nationalsymbol von Laos

- Viele gut erhaltene französische Kolonialbauten und das Patuxai („Siegestor“; französisch Monument des Morts)
- Pha That Luang (königlicher Stupa), das Wahrzeichen des Landes aus dem 16. Jahrhundert, stellt die Vereinigung von Buddhismus und laotischer Kunst dar
- Lao Revolutionary Museum, umfangreiche Sammlungen zur Geschichte des Landes
- Wat Ho Prakeo, ein früherer königlicher Tempel
- Wat Si Saket, einer der ältesten Tempel der Stadt
- Nachtmarkt
- Nationalstadion von Laos
- Statue des Königs Anuvong am Mekong
- Buddha Park, 1958 erbaut

## Söhne und Töchter der Stadt
- No Keo Kuman (1571–1596), König von Lan Xang von 1571 und 1572 sowie von 1590 bis 1596
- Sayakumane (1710–1791), König von Champasak von 1738 bis 1791
- Ong Long († 1767), König des Königreichs Vientiane von 1730 bis 1767
- Bunsan († 1781), König des Reiches Vientiane von 1767 bis 1781
- Nanthesan († 1795), König des Reiches Vientiane von 1781 bis 1795
- Anuvong (1767–1829), König des Königreiches Vientiane von 1805 bis 1828
- Sonthesan Sua (* 1797; † 19. Jh.), Kriegsminister und hoher Militär
- Ngaow (* 1802; † 19. Jh.), General der Armee des Königreichs Vientiane
- Yoh († um 1828), Kronprinz des Königreichs Vientiane und Maha Uparat (Vizekönig) des Königreichs Champasak
- Khi Menh († nach 1840), Maha Uparat (Vizekönig) des Königreichs Vientiane
- Hoàng Vĩnh Lộc (1925–1981), südvietnamesischer Regisseur, Filmproduzent und Schauspieler
- Latsamy Keomany (* 1963), Diplomat
- Khankham Malaythong (* 1981), US-amerikanischer Badmintonspieler laotischer Herkunft
- Khampheng Sayavutthi (* 1986), Fußballspieler
- Sengvilay Chanthasili (* 1987), Fußballspieler
- Lamnao Singto (* 1988), Fußballspieler
- Kanlaya Sysomvang (* 1990), Fußballspieler
- Phouthone Innalay (* 1992), Fußballspieler
- Thinnakone Vongsa (* 1992), Fußballspieler
- Xaysa Anousone (* 1994), Leichtathlet
- Chanthaphone Waenvongsoth (* 1994), Fußballspieler
- Thipphachanth Inthavong (* 1996), Fußballspieler
- Phithack Kongmathilath (* 1996), Fußballspieler
- Vanna Bounlovongsa (* 1998), Fußballspieler
- Lathasay Lounlasy (* 1998), Fußballspieler
- Kiengthavesak Xayxanapanya (* 1999), Fußballspieler
- Thanongsay Rammangkoun (* 2003), Fußballspieler
- Khonesavanh Keonuchanh (* 2004), Fußballspieler
- Lavi Somthongkham (* 2004), Fußballspieler

## Dokumentarfilm
- 1981: Gesichter eines Landes (DEFA-Kurzdokumentarfilm, Regie: Uwe Belz)[9]